# Лашевичи (Гродненский район)
Лашевичи (бел. Лашавічы) — деревня в Гродненском районе Гродненской области Республики Беларусь. Входит в состав Обуховского сельсовета.

## География
Деревня расположена на берегу реки Пырянка, на противоположном берегу от деревни Юровичи, в 7 км на восток от центра сельсовета — агрогородка Обухово, в 30 км на восток от районного и областного центра — города Гродно.

## Население
В деревне проживает 7 человек в 5 хозяйствах.